# Довлатшахи, Мехрангиз
Мехрангиз Довлатшахи (перс. مهرانگیز دولتشاهی‎; 13 декабря 1919 — 11 октября 2008) — иранская общественная деятельница и политик, занимавшая значительные посты, в том числе должность посла Ирана в Дании в эпоху Пехлеви. Она также была депутатом иранского парламента в течение трёх сроков.

## Ранняя биография и образование
Мехрангиз Довлатшахи родилась в Исфахане 13 декабря 1919 года в семье крупных землевладельцев, имевших владения в Керманшахе. Она была дочерью Мохаммада Али Мирзы «Мешкута аль-Довлеха», члена Меджлиса и землевладельца, и членом династии Каджаров. Её матерью была Ахтар ол-Мульк, дочь Хидаята Кули-хана. У Мехрангиз была двоюродная сестра Эсмет Довлатшахи, четвёртая жена шаха Резы Пехлеви.
Мехрангиз училась в Германии, где получила степень бакалавра в Берлинском университете. Она получила степень доктора социальных и политических наук в Гейдельбергском университете.

## Карьера
Довлатшахи работала в организации социального обслуживания и в организации поддержки заключённых. Она основала общество «Рах-э Но» («Новый путь»), которое позднее стало частью Международного женского синдиката. Общество предлагала женщинам обучающие курсы и выступало за равные права для них. Она также запустила программы по обучению грамоте взрослых в южном Тегеране. В 1951 году она и женщина-активистка Сафейе Фируз встретились с шахом Мохаммедом Резой Пехлеви, чтобы обсудить избирательные права женщин в Иране. Довлатшахи была директором Консультативного комитета по международным делам женской организации Ирана (WOI). В 1973 году она была назначена президентом Международного совета женщин, и её срок полномочий на этом посту истёк в 1976 году.
Мехрангиз Довлатшахи была депутатом Меджлиса с 1963 по 1975 год, став первой женщиной в этом политическом органе. Она представляла Керманшах в Меджлисе в течение трёх сроков. Довлатшахи внесла значительный вклад в разработку закона «О защите семьи» в 1967 году и в его расширении в 1974 году. Она также занимала пост первого министра по делам женщин. Довлатшахи также была первой женщиной-послом шахского Ирана в Дании, на эту должность она была назначена в 1975 году.

## Последние годы и смерть
Мехрангиз Довлатшахи был послом Ирана в Дании, когда в Иране произошла революция 1979 года. Она уехала из страны и поселилась в Париже. В 2002 году Довлатшахи опубликовала книгу под названием «Общество, правительство и женское движение Ирана». Она умерла в Париже в октябре 2008 года.

## Награды и почётные звания
- Большой крест ордена Данеброг (14 февраля 1979)[2]

В 1997 году Довлатшахи была названа женщиной года Фондом иранских женских исследований в США.